# I liga polska w rugby (1961)
I liga polska w rugby (1961) – piąty sezon najwyższej klasy ligowych rozgrywek klubowych rugby union w Polsce. Tytuł mistrza Polski zdobyła Lechia Gdańsk, drugie miejsce AZS Warszawa, a trzecie Czarni Bytom.

## Uczestnicy rozgrywek
Do rozgrywek I ligi przystąpiło 9 drużyn – spośród drużyn biorących udział w poprzednim sezonie wykruszył się AZS Gdańsk, którego czołowi zawodnicy przenieśli się do Lechii Gdańsk, a ponadto Górnik Kochłowice przekazał swoją sekcję rugby do Rozwoju Katowice. Z kolei w ciągu sezonu, po rundzie wiosennej, wycofał się Pionier Szczecin, w którym sekcję rugby zlikwidowano z powodu braku funduszy. Topniejąca liczba drużyn wynikała z decyzji Głównego Komitetu Kultury Fizycznej i Turystyki o wpisaniu rugby na listę dyscyplin nierozwojowych, która stanowiła początek kilkuletniego kryzysu ligi rugby.

## Przebieg rozgrywek
Rozgrywki toczyły się w systemie wiosna–jesień, w formacie ligowym (mecze rozgrywano systemem każdy z każdym, mecz i rewanż). Wyniki spotkań:
|                  | Lechia Gdańsk | Czarni Bytom | AZS Warszawa | Rozwój Katowice | Lotnik Warszawa | Posnania Poznań | Włókniarz Łódź | AZS Lublin | Pionier Szczecin |
| Lechia Gdańsk    | –             | 3:0          | 24:0         | 17:13           | 35:6            | 17:0            | 12:3           | 22:0       | 50:3             |
| Czarni Bytom     | 8:3           | –            | 6:11         | 42:0            | 14:3            | 3:0             | 15:0           | 17:3       | –                |
| AZS Warszawa     | 0:5           | 9:6          | –            | 21:3            | 11:5            | 27:0            | 14:9           | 54:0       | –                |
| Rozwój Katowice  | 3:14          | 5:12         | 6:15         | –               | 9:5             | 14:3            | 8:3            | 16:13      | 26:8             |
| Lotnik Warszawa  | 0:60          | 3:28         | 6:20         | 22:3            | –               | 0:17            | 17:17          | 12:6       | 25:3             |
| Posnania Poznań  | 6:13          | 6:13         | 16:0         | 37:3            | 17:0            | –               | 16:0           | 24:6       | 9:0 (wo)         |
| Włókniarz Łódź   | 3:11          | 3:3          | 0:16         | 17:11           | 16:6            | 17:9            | –              | 56:3       | –                |
| AZS Lublin       | 0:25          | 0:21         | 8:16         | ?               | 8:11            | 3:11            | 0:6            | –          | 16:0             |
| Pionier Szczecin | –             | 9:38         | 3:62         | –               | –               | –               | 3:3            | –          | –                |

## Tabela końcowa
Tabela końcowa:
| Pozycja | Drużyna          | Punkty razem | Bilans punktów |
| ------- | ---------------- | ------------ | -------------- |
| 1       | Lechia Gdańsk    | 43           | 311:45         |
| 2       | AZS Warszawa     | 39           | 273:99         |
| 3       | Czarni Bytom     | 38           | 228:58         |
| 4       | Posnania Poznań  | 31           | 174:116        |
| 5       | Włókniarz Łódź   | 28           | 153:144        |
| 6       | Rozwój Katowice  | 24           | 123:229        |
| 7       | Lotnik Warszawa  | 24           | 121:264        |
| 8       | AZS Lublin       | 16           | 66:281         |
| 9       | Pionier Szczecin | 8            | 29:222         |

## Inne rozgrywki
W rozgrywanych w tym sezonie mistrzostwach Polski juniorów zwycięstwo odnieśli Czarni Bytom.